# Brachystelma schinzii
Brachystelma schinzii là một loài thực vật thuộc họ Apocynaceae. Đây là loài đặc hữu của Namibia.